# Crossing the Bridge
Crossing the Bridge (no Brasil: Cruzando a Fronteira) é um filme norte-americano de 1992, estrelado por Josh Charles, Stephen Baldwin e Jason Gedrick.  
Neste drama, três recém-licenciados de um colégio de Detroit devem fazer uma escolha difícil quando lhes é oferecida uma fortuna para contrabandear haxixe do Canadá para os Estados Unidos. Infelizmente, a travessia através da fronteira torna-se muito perigosa.